# Палмер, Элис
Элис Палмер (англ. Alice Freeman Palmer, урождённая Alice Elvira Freeman; 1855—1902) — американская просветительница и педагог. Была президентом колледжа Уэллсли и деканом только созданного Чикагского университета.

## Биография
Родилась 21 февраля 1855 года в городке Колсвилл, штат Нью-Йорк. Её родители происходили из состоятельных семей, занимающихся различным бизнесом. Отец был фермером, позже получил медицинское образование, став врачом.
Элис росла в городе Windsor, штат Нью-Йорк. Здесь она встретила Томаса Барклая (англ. Thomas Barclay), студента Йельского университета, который для оплаты своего обучения преподавал в местном колледже и был её наставником. Они подружились и Элис занималась у него по 1869 год. В 1871 году она прекратила отношения с Томасом, чтобы поступить в колледж. В семье было трудное материальное положение, но девушка смогла учиться в колледже при этом выполняя его некоторые платные задания.
В 1872 году Элис Фримен сдала вступительные экзамены в Мичиганский университет. Она произвела впечатление на одного из руководителей университета — James Burrill Angell, и он способствовал её принятию в университет. На 1876 года Элис была одной из активных студенток среди небольшого числа девушек, обучающихся в нём. После окончания университета она преподавала в городе Лейк-Дженива, штат Висконсин (1876—1877) и возглавляла школу в Сагино, штат Мичиган (1877—1879). В 1877 году её отец стал банкротом и вся семья стала жить в Сагино в арендованном доме.
Henry Fowle Durant, основатель колледжа Уэллсли, предложил Фримен в 1877 году преподавание математики и греческого языка, но она отказалась. Тем не менее в 1879 году она приняла должность руководителя департамента истории и стала любимицей студентов Уэлсли. В 1881 году она создала ассоциацию выпускников Association of Collegiate Alumnae (ныне это American Association of University Women). В октябре 1881 года была назначена вице-президентом колледжа, а в 1885—1887 и 1889—1890 годах была его президентом. Она стала первой женщиной-руководителем национально известного колледжа. В 1882 году Фримен была удостоена звания почетного доктора философии Мичиганского университета; с 1892 по 1895 годы была деканом Чикагского университета, созданного в 1890 году.
Во время работы в Уэллсли Элис Палмер познакомилась со своим будущим мужем — Джорджем Гербертом Палмером, который преподавал в Гарварде. Они поженились в 1887 году и вскоре Элис уволилась из Уэлсли-колледжа и начала свои публичные выступления для женщин в высших учебных заведениях страны. Летом проводила время в доме её мужа в городе Boxford, штат Массачусетс, где путешествовала по окрестностям, занялась фотографией и шила. Она сочинила много стихотворений, некоторые из которых находятся в её сборниках «Life of Alice Freeman Palmer» и «Marriage Cycle».

### Смерть
В декабре 1902 года, находясь с паломниками в Париже, Палмер жаловалась на боли и обратилась к врачам. Выяснилось, что у неё проблемы с печенью и необходима срочная операция. Элис решилась на неё, но после операции, находясь на реконвалесценции в больнице, она умерла 6 декабря. О смерти сообщили семье в Америку. Из-за возникших проблем с французским правительством на перевоз тела в США, она была кремирована в Париже. Джордж Герберт Палмер сохранил её прах до 1909 года, когда в колледже Уэллсли Элис Палмер рядом с часовней был установлен памятник, выполненный Даниэлем Френчем. Здесь в колумбарии колледжа (англ. Wellesley College Columbarium) поместили прах выдающейся женщины Америки. Прах мужа в 1933 году разместили рядом с женой.

## Память

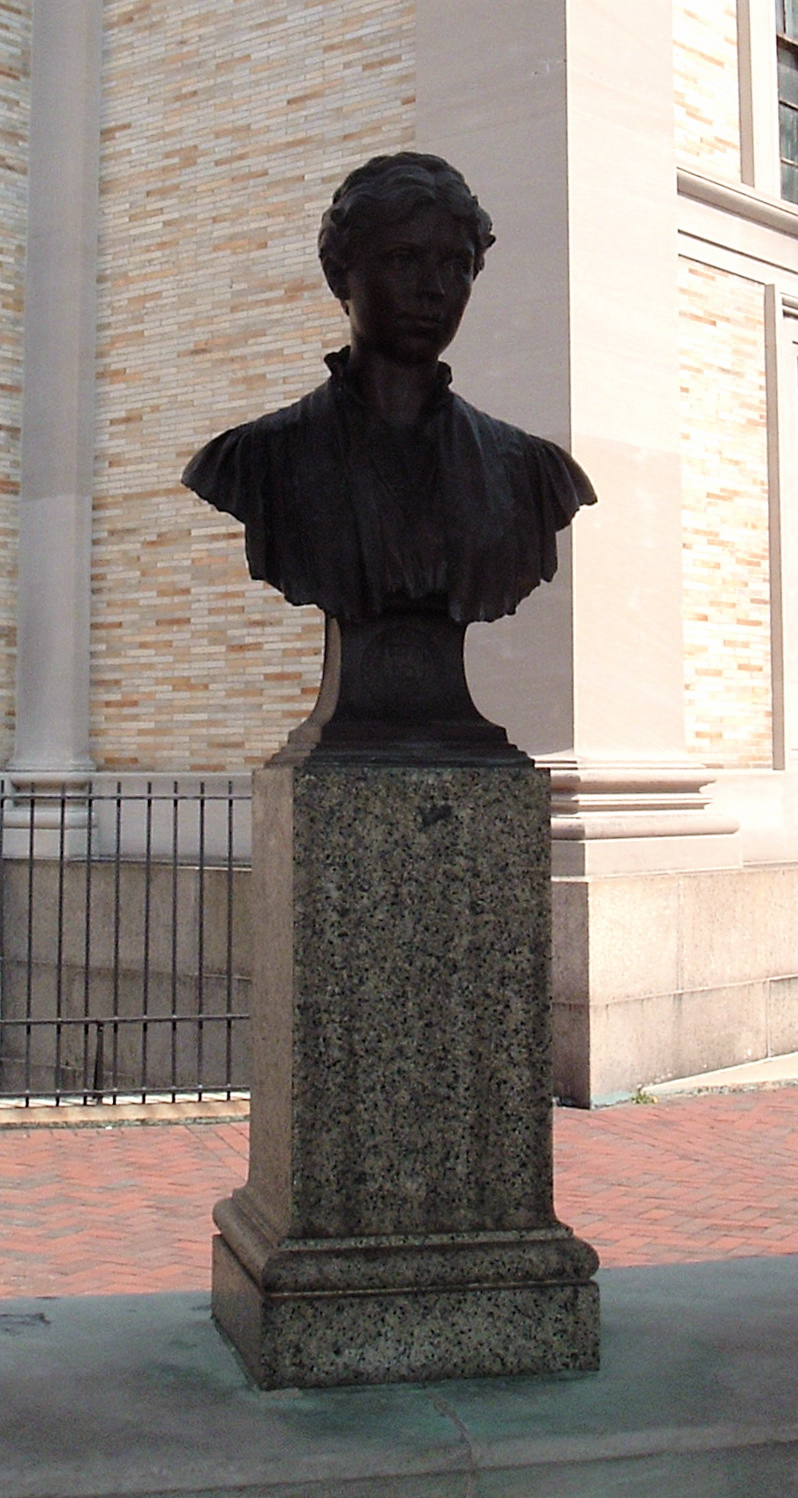
Бюст в Зале славы великих американцев

- В 1920 году Элис Палмер была включена в Зал славы великих американцев, где ей установлен бюст работы Эвелин Лонгман.
- В 1921 году одно из студенческих обществ колледжа Whittier College в Калифорнии носило имя Палмер.
- Во время Второй мировой войны корабль США типа «Либерти» был назван в её честь — SS Alice F. Palmer.